# 鉛の時代 (イタリア)
鉛の時代（なまりのじだい、イタリア語: Anni di piombo、英語: Years of Lead）とは、1960年代の終わりから1980年代にかけて続いた、相次ぐテロリズムによるイタリアの社会的・政治的混乱の時代に対する名称である。

## 名称
テロに使用された鉛玉、そして同時代のドイツを舞台としたマルガレーテ・フォン・トロッタ監督による1981年公開の映画「鉛の時代（映画）」に由来する。
またこの名称は、アメリカとソビエト連邦による冷戦時代に各国で行われた、緊張戦略のようなさまざまなテロ活動やコンドル作戦のような独裁政権への支援を包含した、より広範な国際的な文脈においても使用される。

## 概要
イタリア国内における社会主義勢力・新左翼運動の台頭と、それを阻止するアメリカやイタリア政府などの西側勢力による抗争という構図であり、冷戦の一環として発生した。
「鉛の時代」の始まりは諸説あるが、1968年の抗議運動と1969年の「熱い秋」、もしくは1969年のフォンターナ広場爆破事件とされることが多い。
この時代は、「闘争は続く」「最前線(Prima Linea)」「赤い旅団(Brigate Rosse)」に代表される暴力的な新左翼運動や学生運動、そしてそれに対抗する「武装革命中核(NAR)」「新秩序(Ordine Nuovo)」「国民前衛(Avanguardia Nazionale)」等のネオ・ファシストの活動により定義付けられる。とりわけ後者は、イタリア政府の支援やNATOによるグラディオ作戦の下、大規模な虐殺を行った。それは1968 年から1974 年の間だけでも140 件にも及ぶ。以下は特に著名な事件である。
- 1969年12月12日: フォンターナ広場爆破事件（死者17人、負傷者88人）
- 1970年7月22日: ジョイア・タウロ虐殺事件（死者6人、負傷者66人）
- 1972年5月31日: ペテアーノ虐殺事件（死者3人、負傷者2人）
- 1973年5月17日: ミラノ警察本部虐殺事件（死者4人、負傷者52人）
- 1974年5月28日: ロッジャ広場虐殺事件（死者8人、負傷者102人）
- 1974年8月4日: イタリクス虐殺事件（死者12人、負傷者105人）
- 1980年8月2日: ボローニャ駅爆破テロ事件（死者85人、負傷者200人）

このような介入は反共組織であるロッジP2を介して行われていた。この事は、後にP2事件として世に広まることとなり、各国情報機関やイタリア政界、軍関係者の関係が明らかとなっている。
また、「赤い旅団」による1978年のアルド・モーロ誘拐殺人事件は「鉛の時代」を象徴する事件の一つであり、同組織は以後テロ組織として名を轟かせることとなった。

## 中心人物
イタリア政府
- 政府首脳
  - アルド・モーロ †
  - フランチェスコ・コッシガ
  - マリアーノ・ルモール
  - フランコ・レスティボ
  - エミリオ・コロンボ
  - ヴィルジニオ・ロニョーニ
  - アルナルド・フォルラーニ

極左主義者
- 赤い旅団
  - レナート・クルシオ
  - マルゲリータ・カーゴル †
  - アルベルト・フランチェスキーニ
- 最前線
  - マルコ・ドナト＝カッティン
- 10月22日  
  - マリオ・ロッシ
- イタリア共産党
  - ジャンジャコモ・フェルトリネッリ †
- PAC
  - チェーザレ・バティスティ
- 闘争は続く
  - アドリアーノ・ソフリ
- 労働者の力 / 労働者自治運動
  - フランコ・ピペルノ
  - アントニオ・ネグリ
  - オレステ・スカルゾーネ
  - ランフランコ・ペース
  - エミリオ・ヴェシェ

極右主義者
- 新秩序 
  - フランコ・フリーダ
  - ピエルイジ・コンクテッリ
  - マリオ・トゥティ
- 国民前衛
  - ステファノ・デッレ・キアイエ
  - アドリアーノ・ティルガー
  - ヴィンチェンツォ・ヴィンチグエッラ
- 黒の教団
  - ファブリツィオ・ザーニ
- 武装革命中核
  - ジュゼッペ・ヴァレリオ・フィオラヴァンティ
  - アレッサンドロ・アリブランディ †
  - マッシモ・カルミナティ
  - フランコ・アンセルミ †
- 第三の位置
  - ロベルト・フィオレ
  - ガブリエレ・アディノルフィ
- ロッジP2
  - リーチオ・ジェッリ